# Pencarrow House

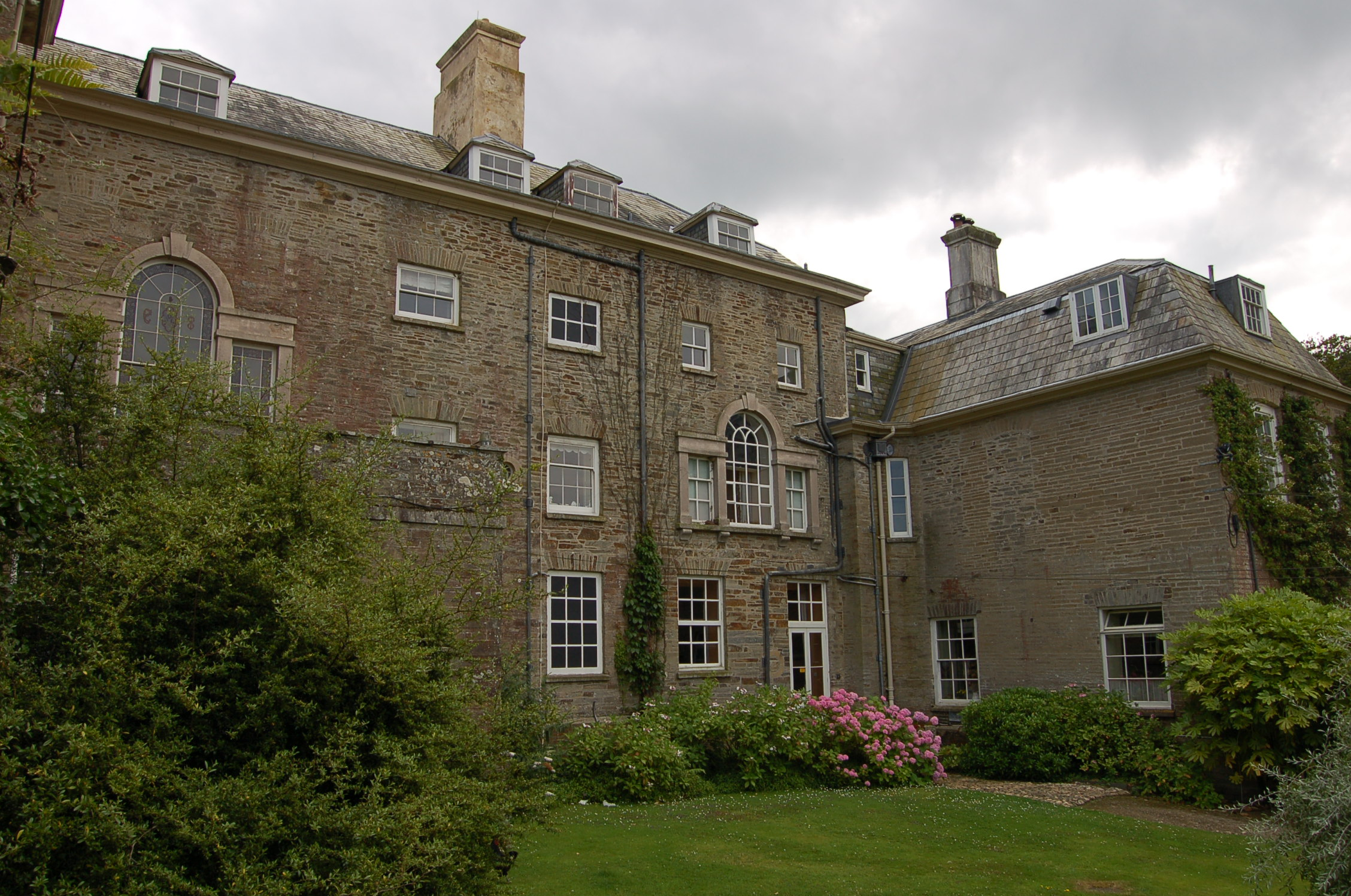
Un'ala di Pencarrow House

Pencarrow House è una storica residenza in stile georgiano, situata nei pressi del villaggio inglese di Egloshayle, in Cornovaglia (Inghilterra sud-occidentale) e costruita tra gli anni sessanta del XVIII secolo e il 1775 e parzialmente rimodellata nel secolo successivo per volere della famiglia Molesworth St Aubyn.
La villa e i giardini circostanti sono classificati come monumento di secondo grado.

## Storia
La famiglia Molesworth, proprietaria della tenuta di Pencarrow (il cui nome significa "promontorio della valle" o "forte alto"), si era trasferita in Cornovaglia dal Northamptonshire nel corso del XV secolo.
Negli anni sessanta del XVIII secolo, John, IV baronetto Molesworth fece ricostruire l'edificio preesistente per trasformarlo in una residenza georgiana.
Dopo la morte di quest'ultimo, avvenuta nel 1766, la costruzione della villa proseguì per volere del figlio, John, V baronetto di Molesworth. Il progetto, la cui realizzazione terminò nel 1775, venne probabilmente affidato a Robert Allanson di York (morto nel 1733).
In seguito, tra il 1831 e il 1855, furono realizzati da Sir William, VIII baronetto di Molesworth, nonché segretario di Stato per le colonie, e dal suo giardiniere, i giardini che circondano la villa con piante provenienti in gran parte dalle collezioni degli esploratori e botanici Douglas, Lobb e Wallich. Nel frattempo, nel 1844, lo stesso William fece rimodellare parzialmente l'edificio prima del suo matrimonio, che si celebrò in Andalusia.
Nel 1882, Sir Arthur Sullivan, amico della famiglia Molesworth St Aubyn, compose nella Piano Room di Pencarrow House la melodia di Iolanthe.
In seguito, nel 1919 fu operata un'opera di ammodernamento degli interni progettata da Ernest Newton.

## Architettura

### Esterni
La tenuta si estende in un'area di 50 acri.
Nel parco che circonda la villa, si trovano, tra l'altro l'American Garden, un giardino con alberi provenienti dal Nord America, un giardino all'italiana con una fontana a forma di quadrifoglio, un forte dell'Età del Ferro e una croce celtica.
In primavera, crescono nei giardini azelee, camelie e rododendri.

### Interni
Nella residenza si trovano 11 stanze aperte al pubblico. Tra queste, spiccano la hall, decorata con statue classiche, il soggiorno, dove si trovano dei ritratti dei proprietari realizzati da Joshua Reynolds, la Inner Room, dove si trovano due dipinti di Samuel Scott raffiguranti il Tower Bridge e la Torre di Londra, e la Piano Room.
Gli interni sono ammobiliati con mobili Adam, decorati in damasco rosa.

## Pencarrow House nella cultura di massa
- Pencarrow House compare in alcuni episodi della serie televisiva britannica Doc Martin[7]
- Pencarrow House compare in alcuni nei film TV di produzione tedesca e tratti dai romanzi di Rosamunde Pilcher Eine Frage der Ehre, Klippen der Liebe, Wind über der See, Besetzte Herzen e Englischer Wein[1][8]